# Dhafer Youssef
Dhafer Youssef- nome completo Dhafer bin Youssef bin Tahar Maarref - (Teboulba, 1967) è un musicista e cantante tunisino.
Dhafer Youssef è nato a Teboulba, in Tunisia, ed ha vissuto e lavorato in diversi paesi d'Europa fin dal 1990. Durante questo periodo si è esibito in Austria, Francia, Germania, Svizzera, Regno Unito, Italia (dove ha avuto occasione di suonare con personaggi come Markus Stockhausen e Paolo Fresu) nonché nella natia Tunisia, dove ha iniziato a cantare all'età di 5 anni.
Le radici della musica di Dhafer Youssef affondano nella tradizione Sufi e nella musica mistica, tuttavia egli è sempre stato aperto alla musica di altre culture e al jazz. Dhafer Yussef costituisce una delle espressioni più importanti sulla scena musicale attraverso il suono dell'oud, il liuto arabo dal quale riesce a trarre composizioni complesse improntate alla tradizione araba.
Il suo primo album Malak incorpora il lirismo arabo, la potenza ritmica, la forza della visione e l'improvvisazione contaminata da influenze multiculturali e jazzistiche; in questo modo Dhafer Youssef ha aperto la strada ad una nuova modalità di apprezzare le contaminazioni Oriente-Occidente.
I lavori di Dhafer Youssef hanno avuto nomine per importanti premi. Con il suo gruppo ha registrato otto album. È stato artista ospite del musicista jazz norvegese Bugge Wesseltoft nell'album FiLM iNG.
Tra le sue collaborazioni più importanti figurano duetti con Tigran Hamasyan, Herbie Hancock, Marcus Miller, Dave Holland, Vinnie Colaiuta, Nguyên Lê, Paolo Fresu e Bugge Wesseltoft.

## Discografia
- Malak (1999)
- Electric Sufi (2002)
- Digital Prophecy (2003)
- Divine Shadows (2006)
- Glow (con Wolfgang Muthspiel) (2007)
- Abu Nawas Rhapsody (2010)
- Birds Requiem (2013)
- Diwan of Beauty and Odd (2016)
- Sounds of Mirrors (2018)